# Залединье (Ершовская волость)
Залединье — деревня в Ершовской волости Псковского района Псковской области России.
Расположена в 10 км к северу от центра города Пскова и в 0,5 км к югу от волостного центра деревни Ершово.
| 2001 | 2002 | 2010 |
| ---- | ---- | ---- |
| 16   | ↗17  | ↗21  |